# سیارک ۲۰۳۳۰
سیارک ۲۰۳۳۰ (به انگلیسی: 20330 Manwell، نامگذاری:1998HY44) بیست هزار و سیصد و سی‌امین سیارک کشف شده‌است که در ۲۰ آوریل ۱۹۹۸ کشف شد.
قدر مطلق سیارک برابر ۱۱.۲ است.